# Zakrzep
Zakrzep, skrzeplina (łac. thrombus, od gr. θρόμβος, grudka skrzepniętej krwi lub ściętego mleka) – czop tworzący się w świetle naczynia za życia organizmu, wskutek wykrzepiania się krwi lub zlepiania i osadzania płytek krwi.

## Patogeneza
Skrzeplina powstaje, gdy: 
- zmianie uległa ściana naczynia, zatracając swój antykoagulacyjny charakter
- dochodzi do zaburzeń w warstwowym przepływie krwi
- występują zmiany w składzie krwi (na przykład nadpłytkowość).

Powyższe trzy cechy to tak zwana triada Virchowa.

## Podział
- skrzeplina warstwowa (łac. thrombus lamellaris) – powstaje wskutek zlepiania i osadzania się płytek
- skrzeplina zamykająca (łac. thrombus obturatorius) – zamyka całkowicie światło naczynia
- skrzeplina przyścienna (łac. thrombus parietalis) – osadza się przy ścianach naczynia, nie zamyka całkowicie jego światła
- skrzeplina szklista (łac. thrombus hyalinicus) – występuje tylko w naczyniach włosowatych
- skrzeplina kulista (łac. thrombus globosus) – pojawia się tylko w jamach serca
- skrzeplina pierwotna (łac. thrombus autochtonus) – pierwszy zakrzep powstały w mechanizmie aglutynacji
- skrzeplina przedłużona (łac. thrombus prolongatus) – rozbudowany zakrzep powstały na bazie skrzepliny pierwotnej w mechanizmie koagulacji

## Przebieg
Skrzeplina może ulec rozmiękczeniu (rozpuszczeniu przez granulocyty), organizacji lub zwapnieniu. 
Organizacja skrzepliny polega na wrastaniu w nią fibroblastów wytwarzających włókna kolagenowe i otaczaniu jej przez śródbłonek naczynia. Jeżeli organizacji podlega skrzeplina przyścienna, następuje trwałe zwężenie światła naczynia. Jeżeli proces dotyczy skrzepliny zamykającej, naczynie zarasta. Niekiedy w trakcie organizacji skrzepliny zamykającej mogą wytworzyć się kanały, w które wnikają komórki śródbłonka, wyścielając je od środka i tworząc nowe drogi przepływu krwi.

## Powikłania
Możliwe następstwa powstania skrzepliny:
- oderwanie skrzepliny i wtórny zator
- niedokrwienie okolicznych tkanek (na przykład udar niedokrwienny mózgu, zawał serca, jelita, jądra)
- przekrwienie bierne – wskutek utrudnienia odpływu krwi
- ropnie przerzutowe – w wyniku oderwania się fragmentów zakażonej skrzepliny.